# Ottensen (Buxtehude)
Ottensen (niederdeutsch Ottens) ist eine innerhalb der niedersächsischen Stadt Buxtehude südwestlich gelegene Ortschaft. Erstmals wurde Ottensen anlässlich der Schenkung des Buxtehuder Klosters um 1197 urkundlich erwähnt. Die genaue Herkunft des Ortsnamens ist ungeklärt.
Ein vorgeschichtliches Zeitzeugnis sind die südöstlich von Ottensen auf dem Maiglöckchenhügel gelegenen Wallanlagen an der Este gegenüber von Heimbruch, deren Ursprung nicht vollständig geklärt ist, sowie der große Findling, der in Ottensen gefunden wurde und sich im Dorfzentrum, nahe der Grundschule, befindet.
Am 1. Juli 1972 wurde Ottensen in die Stadt Buxtehude eingegliedert.

## Geschichte
- 1196: Erste Erwähnung des Ortes, mit den Namen Ottenstide oder Ottenstede.
- 1677: Es gibt 12 Hofstellen und 46 Einwohner.
- 1743: Zum ersten Mal wird ein Schulmeister erwähnt.
- 1777: Es werden 23 Feuerstellen gezählt.
- 1885: Die Schule bekommt ein eigenes Gebäude.
- 1897: Ein neues Schulhaus wird gebaut.
- 1928: Ottensen bekommt einen Bahnhof.
- 1947: Es wird ein Wasserwerk zur zentralen Versorgung des Dorfes gebaut.
- 1967: Der Sportverein Ottensen e. V. wird gegründet.